# HgS
Cette page répertorie différents polymorphes, solides qui possèdent la même composition chimique mais une structure cristalline différente.
Pour les articles homonymes, voir HGS.
HgS est la formule brute de plusieurs polymorphes du sulfure de mercure (numéro CAS 1344-48-5) :
- α-HgS  cinabre / vermillon, numéro CAS 19122-79-3 ;
- α'-HgS  sulfure de mercure amorphe ;
- β-HgS  métacinabre, numéro CAS 23333-45-1 ;
- γ-HgS  hypercinabre.